# Het tiende volk
Het tiende volk is een fantasy stripreeks getekend en geschreven door de Franse stripauteur Emmanuel Despujol. In het Nederlandse taalgebied werd de reeks uitgebracht als tweeluik bij uitgeverij Gorilla in 2015.

## Inhoud
In de wereld waarin het tiende volk zich afspeelt leven menselijke en zoömorfe wezens zo goed als mogelijk samen. Er zijn negen rijken met even zoveel volken die ieder geleid worden een geestelijke elite, en die door hun god met diverse krachten gezegend zijn. De hoofdpersoon is de dwerg Aha, dankzij zijn god is hij onkwetsbaar en dat heeft duidelijk een weerslag op z’n karakter. Het merendeel van zijn tijd besteed hij aan pleziertjes als drinken, gokken en vrouwen. Aan die onbekommerde tijd komt abrupt een einde als de grootste en meest gerespecteerde priester van zijn tijd Dahouti z’n geloof afzweert en vervolgens een ingrijpende en onomkeerbare gebeurtenis in gang zet. Alleen Aha wordt geacht hierin een rol te spelen en wordt op een belangrijke missie gestuurd.